# Tunel Maszynownia
Tunel Maszynownia – tunel w Dolinie Szklarki na Wyżynie Olkuskiej wchodzącej w skład Wyżyny Krakowsko-Częstochowskiej. Znajduje się w orograficznie lewych zboczach Wąwozu do Smokówki (prawe odgałęzienie Doliny Szklarki). Administracyjnie położony jest w obrębie wsi Jerzmanowice w gminie Zabierzów, w powiecie krakowskim, w województwie małopolskim.
Tunel Maszynownia znajduje się w niewielkiej wapiennej skałce na południowych zboczach lewego odgałęzienia Wąwozu do Smokówki – Przycniego Dołu. Tunel przebija ją na wylot i ma trzy otwory; główny o ekspozycji północno-zachodniej (NW) i dwa południowo-wschodnie (SE). Otwór NW ma szerokość 3,5 m i wysokość 1,4 m. Ciągnie się za nim płaskodenny tunel o długości 5,5 m z otworem SE o szerokości 3 m i wysokości 1 m. Obok niego przy ziemi jest jeszcze drugi, szczelinowaty otwór.
Obiekt powstał w późnojurajskich wapieniach skalistych i jest pozostałością większej jaskini, która uległa już zniszczeniu. Jest w pełni widny, przewiewny i dość wilgotny. Ma myty strop i ściany, na których miejscami występują wirowe jamki i kotły, skondensowane mleko wapienne oraz czarne i rudawe naskorupienia.  Namulisko składa się z oberwanych ze stropu skał oraz drobniejszego wapiennego gruzu i gleby. W otworze rozwijają się porosty i glony. Ze zwierząt obserwowano pajęczaki, muchówki, komary i ślimaki.

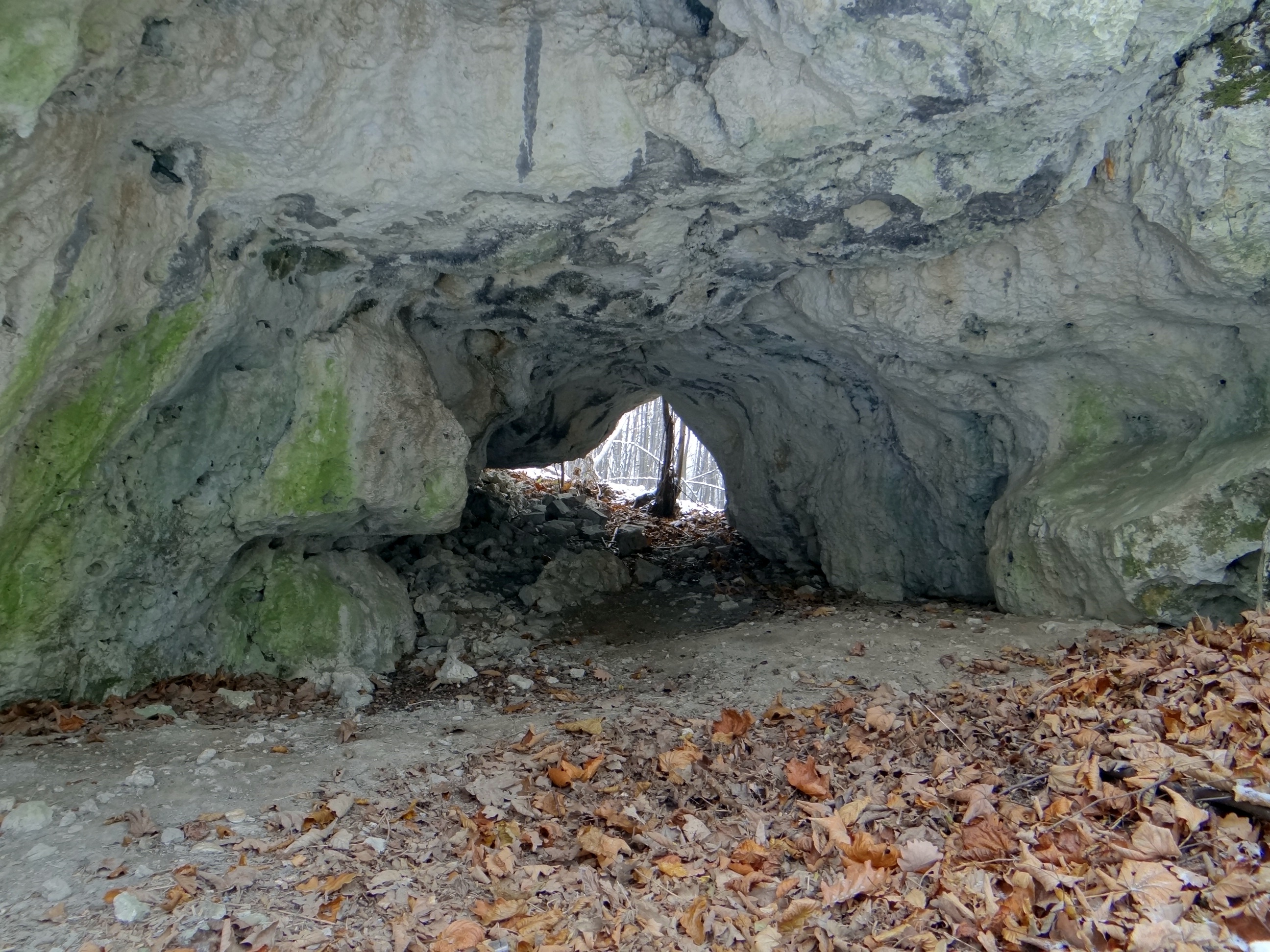
Tunel od północnego zachodu
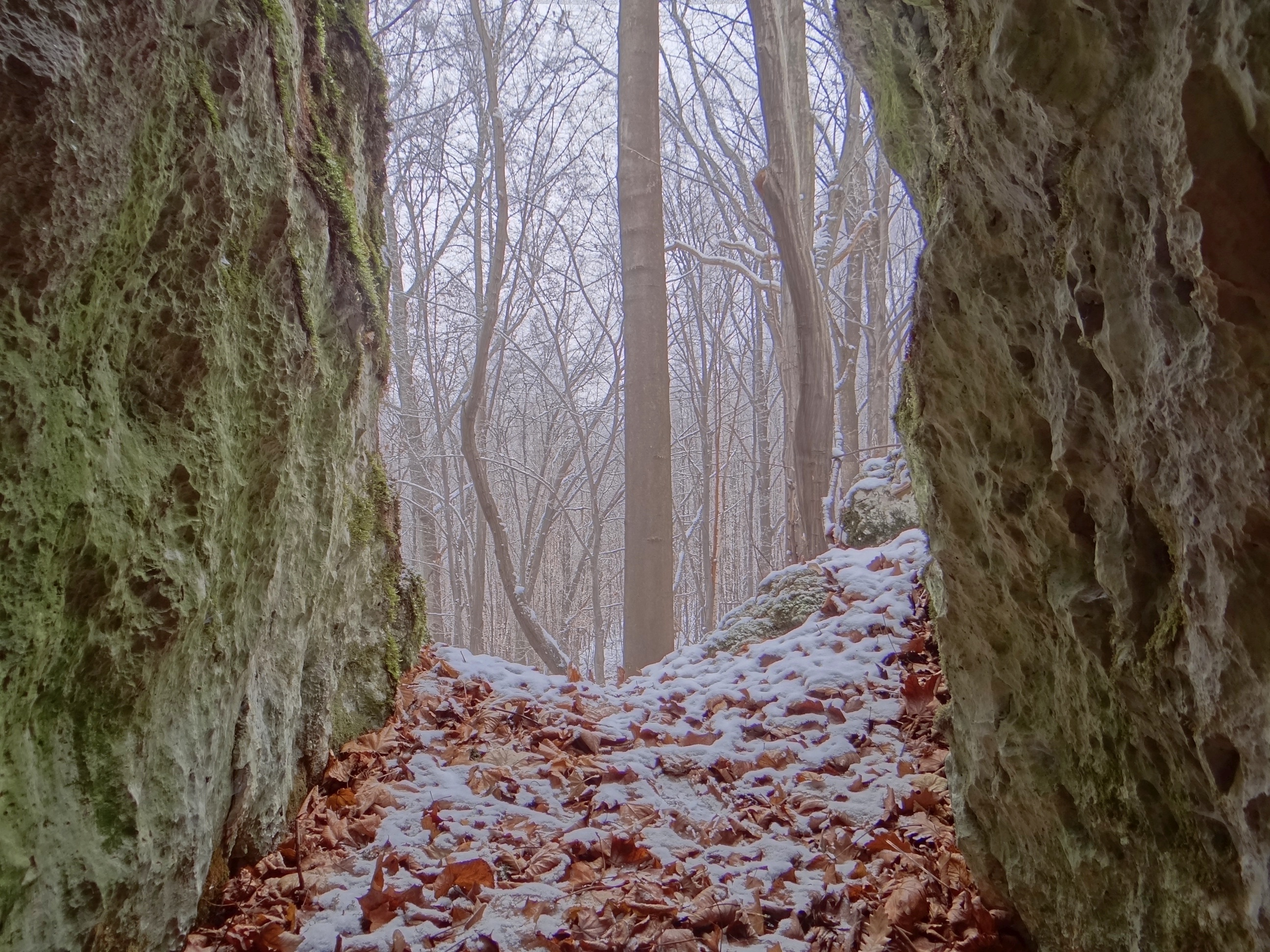
Widok z otworu północno-zachodniego
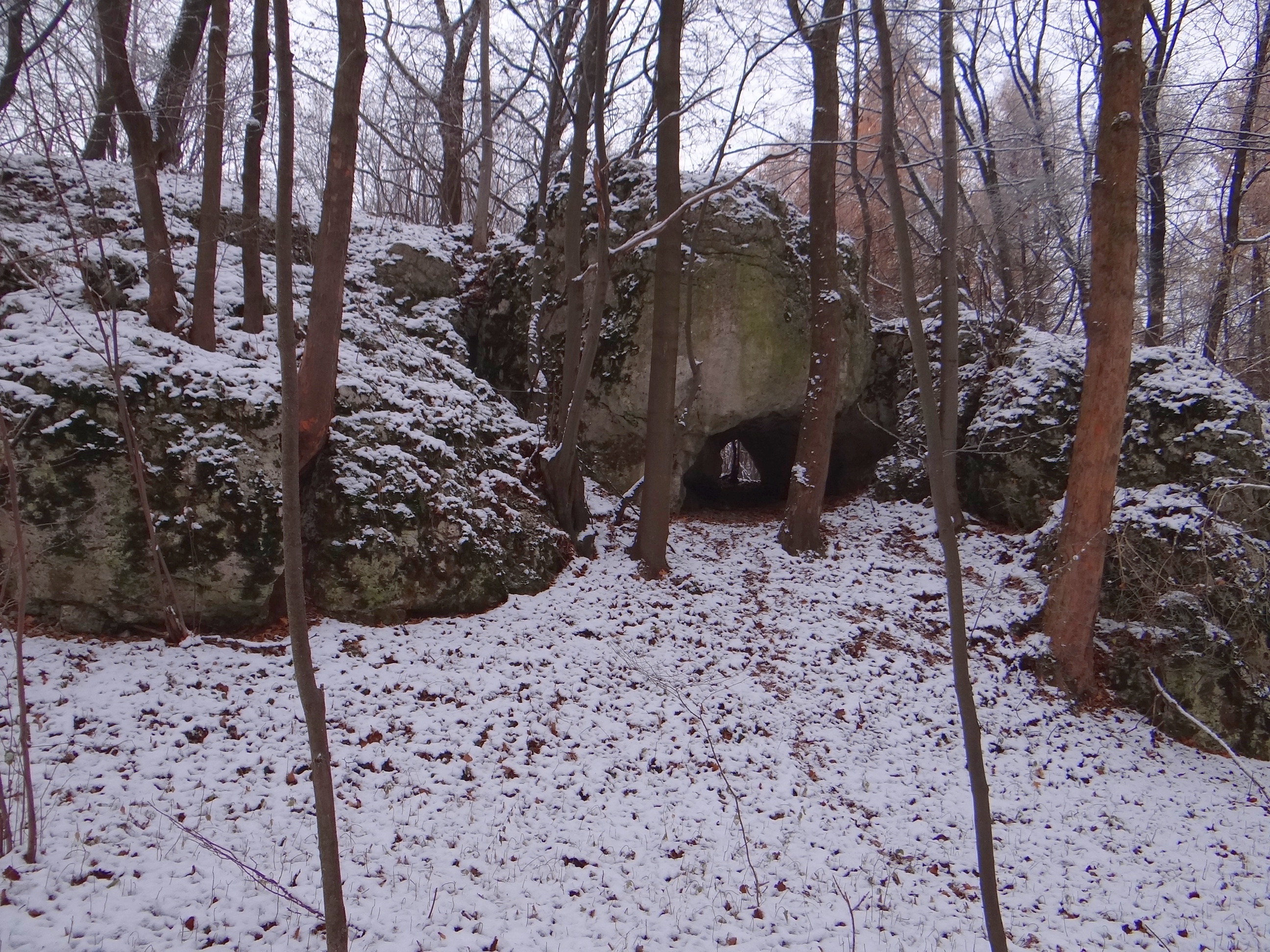
Otwór północno-zachodni
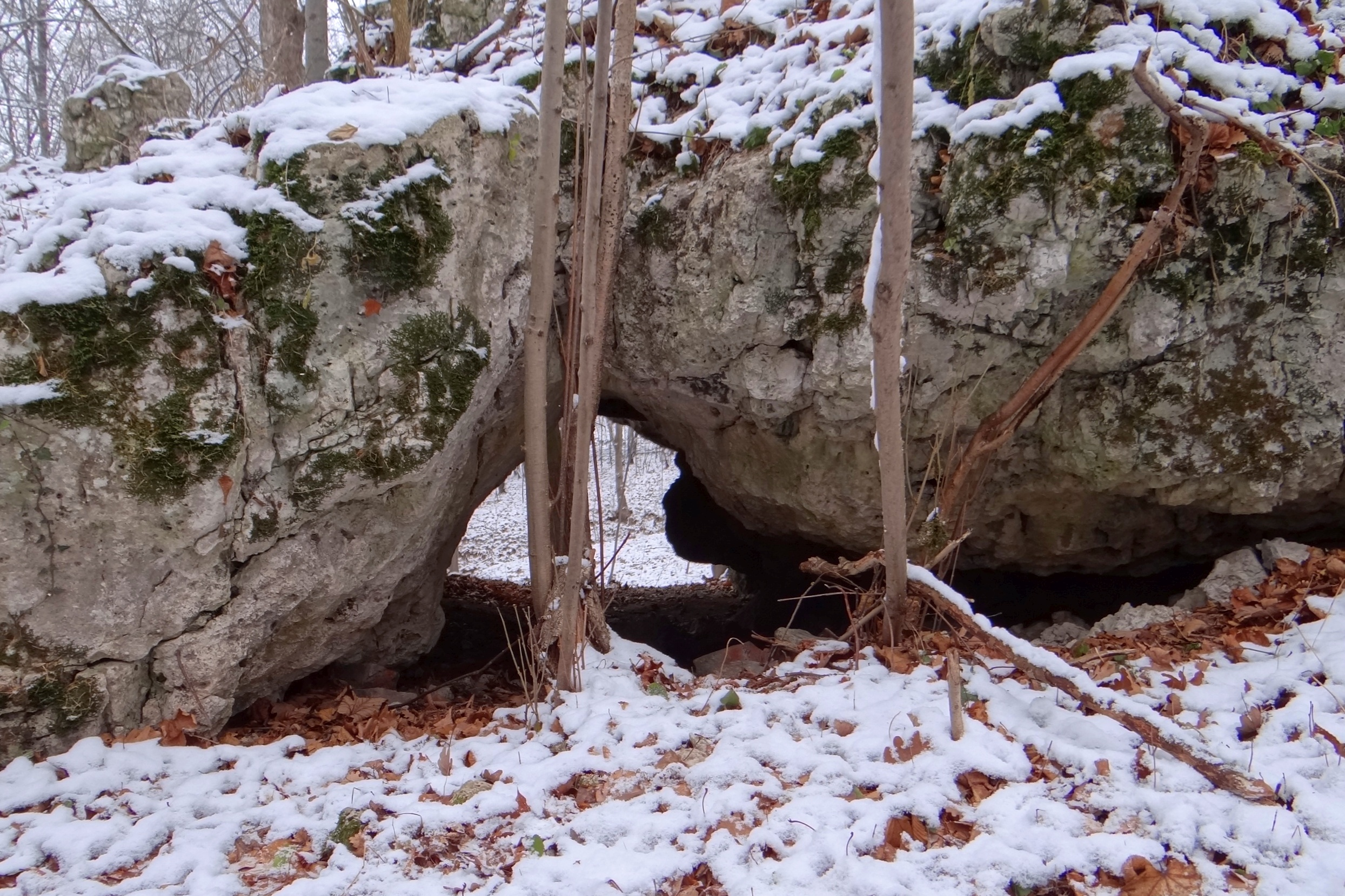
Otwór południowo-wschodni